# Кухто Микола Кузьмич
Микола Кузьмич Кухто (12 грудня 1919, Вітебськ — 23 березня 2006, Миколаїв) — радянський конструктор газотурбінних двигунів, лауреат Державної премії СРСР.

## Навчання і робота до закінчення Німецько-радянської війни
Микола Кухто народився 12 грудня 1919 року в радянському Вітебську (нині в складі Білорусі) в білорусько-латиській родині. Його батько був робітником-залізничником. Після закінчення школи Микола Кухто вступив до Вітебського техно-енергетичного технікуму. 1939 року направлений на Вітебський верстатобудівний завод імені Кірова, де до 1940 року працював техніком з ливарної справи.
1940 року Микола Кухто вступив на моторний факультет Казанського авіаційного інституту. Після початку Німецько-радянської війни студентів інституту мобілізували в армію або на оборонні підприємства. Оскільки Микола Кухто був непридатним до військової служби за зором, його спрямували на Казанський авіаційний завод імені Горбунова, де він працював у ковальському та ливарному цехах. Під час війни Микола Кухто продовжував навчання на вечірньому відділенні КАІ.
Під час підготовки до захисту дипломної роботи дозволялося навчання з «відривом від виробництва». Микола Кухто перейшов з посади начальника цехового техбюро на заводі в інститут, де й захистив диплом. Після цього його призначено керівником конструкторської групи з камер згоряння в ОКБ-16. Це призначення і визначило його майбутню конструкторську діяльність. Казанське ОКБ-16 під керівництвом Сергія Колосова розробляло перший вітчизняний авіаційний газотурбінний двигун, прототипом якого слугував трофейний німецький зразок. Незабаром роботи переорієнтували на іншу галузь машинобудування: газотурбінні двигуни планувалося встановлювати на військові кораблі.

## Робота над газотурбінними двигунами
7 травня 1954 року Рада міністрів СРСР прийняла постанову про організацію на Південному турбінному заводі в Миколаєві Спеціального конструкторського бюро газотурбінних установок (нині — Науково-виробниче підприємство «Зоря — Машпроєкт»). Головним конструктором призначено Сергія Колосова. Фахівців для нового конструкторського бюро збирали з усього СРСР. Серед людей, що переїхали з Казані до Миколаєва, була й сім'я Миколи Кузьмича, який очолив у бюро відділ камер згоряння. Бюро створювало газотурбінні силові установки для військових і цивільних суден.
1959 року Микола Кухто виїхав у відрядження до Китайської Народної Республіки в межах програми науково-технічної допомоги СРСР дружньому тоді маоїстському Китаю. В Харбіні радянські фахівці допомагали створювати завод газотурбінних двигунів. 1960 року через ідеологічні розбіжності настав кінець радянсько-китайської дружби, що змусило сім'ю фахівця достроково повернутися з Китаю. За роботу на харбінському заводі Миколу Кухту нагороджено Медаллю китайсько-радянської дружби (КНР).
1968 року Микола Кухто захищає дисертацію на здобуття наукового ступеня кандидата технічних наук (тему, що стосується оборонної промисловості, засекречено). У квітні того ж року міністерським наказом Миколу Кухту призначено заступником головного конструктора з експлуатації та серійного виробництва НВП «Машпроєкт».
Газотурбінні двигуни, які створювалися в НПП за участі Миколи Кухти, призначалися переважно для цивільного і військового суднобудування. Але водночас група Миколи Кухти розробляє нове застосування газотурбінних установок.

### Станція «Північне сяйво» та Державна премія
1969 року в Тюмені фахівці «Машпроєкту» зібрали першу плавучу генераторну електростанцію на основі газотурбінної силової установки (два газотурбогенератори ГТГ-1 по 12 000 кВт). Плавучу станцію-баржу назвали «Північне сяйво».
Ця мобільна електростанція призначалася для енергопостачання важкодоступних регіонів СРСР. Вона могла переміщатися по водних артеріях, що дозволяло оперативно підключати до електромережі райони, розташовані по берегах сибірських і далекосхідних річок. Станція працювала на двох видах палива: дизельному і газоподібному.
1975 року Миколі Кузьмичу присуджено Державну премію СРСР з формулюванням: «За комплекс робіт зі створення, освоєння і застосування плавучих електростанцій „Північне сяйво“ з метою вирішення проблеми енергопостачання віддалених районів Північного Сходу СРСР». 1976 року конструктора відзначено орденом «Знак Пошани».

## Конструкторський спадок
Микола Кухто вийшов на пенсію 1985 року, йому призначено персональну пенсію. Але й після цього він брав участь у роботі «Машпроєкту», заснував музей підприємства.
Помер Микола Кухто в Миколаєві 23 березня 2006 року.
Модифікації газотурбінних двигунів, створених за участі Миколи Кухти, нині застосовуються в суднобудуванні (силові установки), у добувній галузі (двигуни для перекачування газу), в енергетиці (газотурбінні генератори).